# Wolf 498
Wolf 498 is een rode dwerg met een magnitude van +8,50 in het sterrenbeeld Ossenhoeder met een spectraalklasse van M2V. De ster bevindt zich 17,73 lichtjaar van de zon.